# Hon-Cha Sang
Hon-Cha Sang es un deportista estadounidense que compitió en taekwondo. Ganó una medalla de bronce en el Campeonato Mundial de Taekwondo de 1985, en la categoría de –54 kg.

## Palmarés internacional
| Campeonato Mundial | Campeonato Mundial   | Campeonato Mundial | Campeonato Mundial |
| Año                | Lugar                | Medalla            | Categoría          |
| ------------------ | -------------------- | ------------------ | ------------------ |
| 1985               | Seúl (Corea del Sur) | Medalla de bronce  | –54 kg             |